# Curimata knerii
Curimata knerii is een straalvinnige vissensoort uit de familie van de brede zalmen (Curimatidae). De wetenschappelijke naam van de soort is voor het eerst geldig gepubliceerd in 1876 door Franz Steindachner. Hij gaf aan de soort de naam Curimatus Knerii.
De soort komt voor in het Amazonebekken. Ze wordt tot 17,7 centimeter lang.